# Магнус Ернст Дьонхоф
Ѐрнест Ма̀гнус Дѐнхоф (на полски: Ernest Magnus Denhoff) или Магнус Ернст фон Дьонхоф (на немски: Magnus Ernst von Dönhoff; Boleslaus Ernst (Magnus) Graf von Dönhoff) е държавен и военен деец в Жечпосполита, парнавски кастелан (1635 – 1640), парнавски войвода (1640 – 1642), староста на Дорпат и Телше. Произхожда от балтийския немски аристократичен род Дьонхоф.
Произлиза от полско-пруския благороднически род фон Дьонхоф. Той е най-големият син на Герхард V фон Дьонхоф, господар на Котц (1554 – 1598), войвода на Дорпат, и съпругата му Маргарета фон Цвайфел (ок. 1560 – 1622), дъщеря на Герлах фон фон Цвайфел († 1581) и Юдит фон Ширщедт.
Брат е на княз Каспар Дьонхоф (1587 – 1645, Варшава), палатин на Сирабия, и граф Герхард Дьонхоф (1590 – 1648), полковник Херман фон Дьонхоф (1591 – 1620), Йохан фон Дьонхоф († сл. 1592) и на Анна фон Дьонхоф (1585 – 1633/1639), омъжена за Херман фон Майдел († 1640/1642).
Магнус Ернст фон Дьонхоф участва в Полско-турската война и в Полско-шведската война (1600 – 1629). Той е също полски дипломат, и участва в комисията, която подготвя 1625 г. мирния договор между Швеция и Полша. Той също е при сключване и на други мирни договори.
През 1632 г. той е старост на Дорпат и Телшай, 1635 кастелан, 1640 войвода на Пернау. Понеже териториите на Ливония северно от Дюна през 1629 г. отиват на Швеция, той губи тамошната си собственост и някои от титлите си.
Магнус Ернст Дьонхоф се установява преди женитбата си през 1620 г. в Източна Прусия и е родител на пруските клонове на фамилията Дьонхоф. Той дава на заем 30 000 полски гулдена на курфюрст Георг Вилхелм, за което получава като залог камерамт Валдау на Прегел при Кьонигсберг, където трима от синовете му са родени.
През 1633 г. кайзер Фердинанд II го издига на имперски граф. Граф Дьонхоф е погребан в старата градска църква в Елбинг.

## Фамилия
Магнус Ернст фон Дьонхоф се жени на 16 юни 1630 г. в Бранденбург за бурграфиня и графиня Катарина фон Дона-Лаук (1606/1608 – 1659), наследничка на Грос-Волфсдорф, вдовица на Албрехт фон Раутер († 6 март 1626, Кьонигсберг), дъщеря на бургграф и граф Фридрих фон Дона (1570 – 1627) и Мария фон Раутер (1578 – 1626). Те имат децата:
- Анна Катарина фон Дьонхоф (* 11 май 1631, Валдау; † ок. 7 октомври 1687/4 октомври 1688, Еферн), омъжена на 24 февруари 1648 г. в Бранденбург за Йохан Зигисмунд Кетлер цу Амботен (* 10 ноември 1610; † 18 април 1678)
- Герхард Дьонхоф (* 5 юли 1632, Валдау, Източна Прусия; † 3 януари 1685, Швайгстен), женен на 4 юни 1663 г. за Беата фон Голдщайн (* 4 октомври 1644, Валдау; † 25 октомври 1675, Валдау)
- Ладислаус фон Дьонхоф (* 2 юли 1635; † 2 септември 1635)
- Ернст Дьонхоф († 1693), полски генерал-майор, женен I. за Зофия Анна Олесницка, II. (пр. 1686) за Йоана Констанция Слусцанка († 30 октомври 1723/1733)
- Фридрих фон Дьонхоф (* 24 ноември 1639, Валдау; † 16 февруари 1696, Мемел), бранденбургски-пруски генерал-лейтенант, женен на 13 ноември 1664 г. в Кьолн ан дер Шпрее за фрайин Елеонора Катарина Елизабет фон Шверин (* 11 октомври 1646; † 13 октомври 1696), дъщеря на фрайхер Ото фон Шверин (1616 – 1679) и Елизабет София фон Шлабрендорф (1620 – 1656)